# Ууммармиутун
Ууммармиутун — является диалектом языка инувиалуктун, на котором говорят в населённых пунктах Инувик и Аклавик в Северо-Западных территориях в Канаде.
Так как пункты Инувиак и Аклавик на данный момент пользуются преимущественно английским языком, его знают только несколько человек, и его статус находится под угрозой исчезновения.